# شاپور طاحونی
شاپور طاحونی (زاده ۱۳۳۴ در تهران) پژوهشگر ایرانی و استادیار دانشگاه امیرکبیر است. او برای نگارش کتابهای تحلیل سازه‌ها و طراحی سازه‌های بتن مسلح به ترتیب برگزیدهٔ ششمین و هفتمین دورهٔ کتاب سال ایران در سالهای ۱۳۶۵ و ۱۳۶۶ شد.

## کتاب‌ها
- تحلیل سازه‌ها
- اتصالات در سازه‌های فولادی
- راهنمای طراحی اتصالات سازه‌های فولادی
- راهنمای آیین‌نامه فولاد
- اجزای محدود برای تحلیل سازه‌ها
- راهنمای جوش و اتصالات جوشی
- مهندسی خطوط لوله انتقال آب
- طراحی روسازی کف‌های صنعتی و باراندازها برای بارهای سنگین
- طراحی ساختمانهای بتن مسلح (برمبنای آیین‌نامه بتن ایران)
- دینامیک سازه‌ها و تعیین نیروهای زلزله؛ جلد اول (تئوری و کاربرد در مهندسی زلزله)
- اصول مهندسی ژئوتکنیک: جلد اول مکانیک خاک (برنده جایزه کتاب برگزیده در سال ۱۳۷۳)
- اصول مهندسی ژئوتکنیک: جلد دوم مهندسی پی
- مقاومت مصالح
- طراحی پل (پل‌های بتن مسلح، فولادی، و پیش تنیده)
- راهنمای قالب بندی ساختمان‌های بتن آرمه
- برای دفتر مطالعات وزارت مسکن LRFD ترجمه آیین‌نامه فولادی
- طراحی سازه‌های فولادی با اتصالات جوشی
- دستنامه اجرای بتن با مشارکت دکتر رمضانیانپور و مهندس پیدایش (برنده جایزه کتاب برگزیده در سال ۱۳۸۴)
- طراحی ساختمان‌های بنایی
- بارگذاری و سیستم‌های باربر سازه‌ای
- مهندسی سواحل و بنادر
- طراحی ساختمانهای بتن مسلح با سیستم پانلی (دال و دیوار)
- طراحی سازه‌های فولادی
- طراحی سازه‌های بنایی

## مقالات
- ضابطی برای تعیین عمق آب شستگی در پایه‌های پل‌ها نشریه انجمن ایرانی مهندسان محاسب سازه
- گزارش زلزله رودبار و منجیل (دفترتحقیقات سازمان برنامه و بودجه)
- اتصالات متداول در سازه‌های فولاد (بنیاد مسکن انقلاب اسلامی – طرح همکاری باUNDP)
- طراحی دستگاه پلساز (کنفرانس بتن و توسعه – ۱۳۷۹)
- بررسی تأخیر برشی در عرشه‌های صندوقه ای پیش تنیده (اولین کنگره ملی مهندسی شریف -۱۳۸۳)
- بررسی اعوجاج عرشه و بررسی صندوقه ای پیش تنیده (اولین کنگره ملی مهندسی شریف -۱۳۸۳)
- بررسی ضریب رفتار R در برجهای خنک ساز (اولین کنگره ملی مهندسی شریف -۱۳۸۳)
- بررسی روشهای مقاوم‌سازی شاهتیرهای بتنی پیش تنیده آسیب دیده با استفاده از مصالحFRP (سومین کنفرانس بین‌المللی پل؛ ۱۳۸۷)
- تأثیر هندسه جوش بر شکست جوش ورق روسری و زیرسری به ستون در اتصالات صلب تیر به ستون (مجله پژوهشی دانشگاه صنعتی امیرکبیر)
- بررسی وضعیت موجود صنعت جوش ساختمان در ساخت و ساز خصوصی شهری در کشور ایران (کنفرانس مقررات ملی ساختمان در شیراز؛ ۱۳۸۶)
- فرایندها و گردش کارهای بازرسی جوش (دومین کنفرانس بین‌المللی بازرسی فنی و آزمون غیرمخرب؛ آبان ۱۳۸۷)
- ارزیابی آسیب‌پذیری لرزه ای تجهیزات در صنایع نفتی - مطالعه موردی: ارزیابی رفتار و عملکرد لرزه ای برجهای بلند (Tall Towers) سمینار مقاوم‌سازی انجمن مهندسین محاسب
- بررسی عملکرد لرزه ای اتصالات مکانیزم مفصلی (سومین کنفرانس بین المللی پژوهش های کاربردی در مهندسی سازه و مدیریت ساخت، دانشگاه صنعتی شریف 1398)